# Parque nacional Zhongar-Alatau
El parque nacional Zhongar-Alatau (en kazajo: Жоңғар Алатауы ұлттық паркі, Joñğar Alatauy ūlttyq parkı), también conocido como Jungar Alatau o Dzungurian Alatau, fue creado en 2010 para proteger la ecología única de las Montañas de Zungaria, una cadena montañosa helada y aislada en Kazajistán, en la frontera sureste con China. Una de las razones declaradas para crear el parque es proteger los bosques de árboles frutales silvestres, incluidos los albaricoqueros, el agracejo, cerezos y groselleros. Aproximadamente el 1% de la superficie terrestre del parque está cubierta de bosques de Malus sieversii, que son los progenitores de todas las variedades de manzanas cultivadas en el mundo. El parque tiene 300 km de largo (de oeste a este) y se extiende por el distrito de Aksu, el distrito de Sarkand y el distrito de Alakol de la provincia de Almatý, 300 km al noreste de la ciudad regional de Almatý.

## Topografía

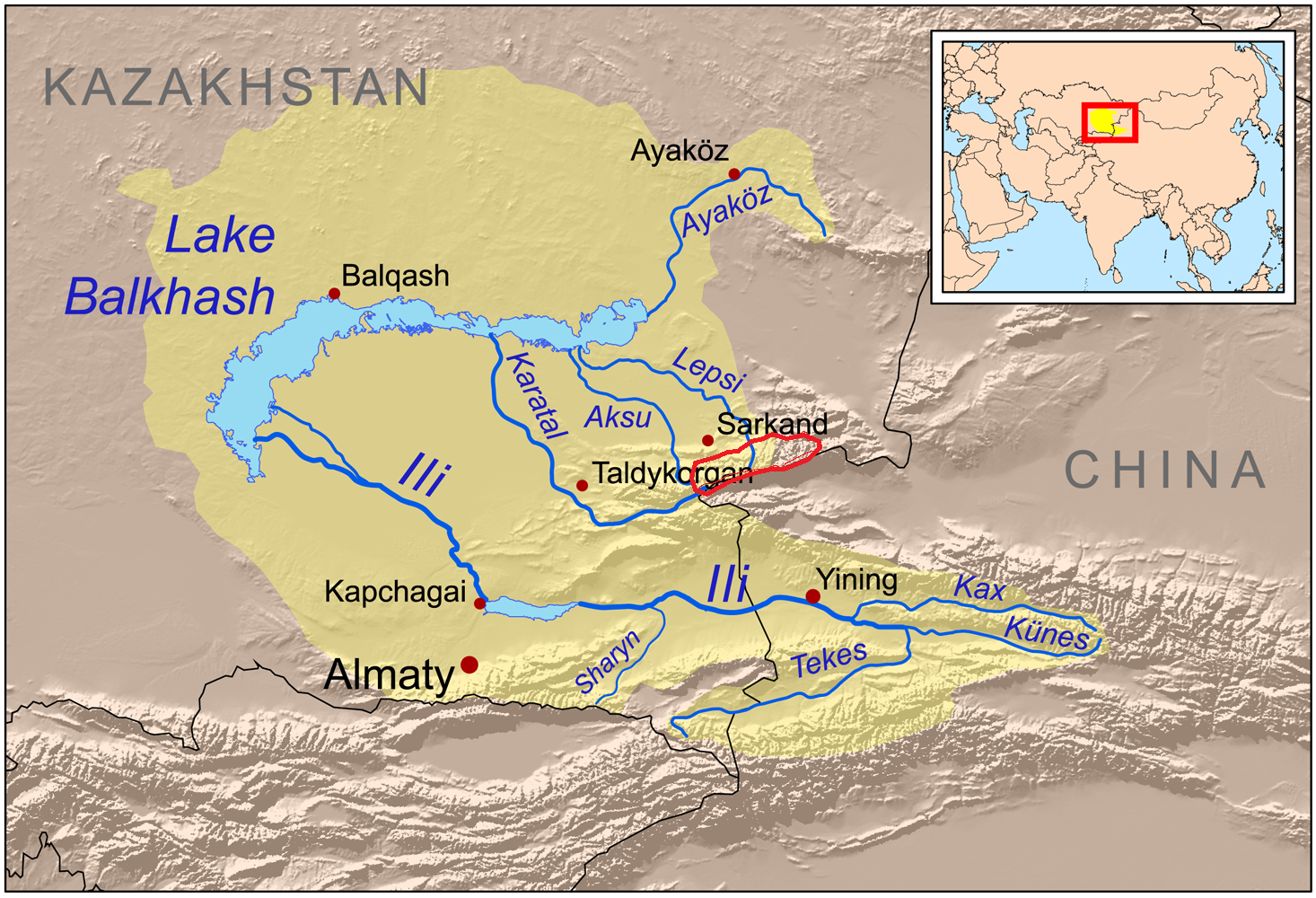
Situación del parque nacional Zhongar-Alatau (fronteras definidas en rojo)

El parque se encuentra en la ladera norte de las montañas Zungaria, una cordillera que se extiende entre Tian Shan al sur y las montañas de Altái al norte. El terreno del parque es montañoso con cañones escarpados y rocosos y arroyos que corren de sur a norte. Los dos ríos principales, el río Aksu y el río Lepsy, fluyen hacia el norte y el oeste desde el parque hasta el lago Baljash. Las montañas cuentan con extensos glaciares.

## Ecorregión
El parque se encuentra en la ecorregión de estepas y praderas montanas de Tian Shan (WWF #1019), que cubre la cordillera de Tian Shan de Asia central, con algunas cadenas adyacentes como las montañas de Zungaria al norte. La ecorregión es conocida por su aislamiento y alta diversidad biológica debido a las zonas de altitud desde la estepa hasta los prados alpinos y los glaciares, y como una zona de transición entre las regiones geográficas boreales, esteparias y desérticas. En elevaciones medias, hay suficiente precipitación para sustentar una cubierta forestal.

## Clima
El clima en la región general de las montañas de Zungaria es Clima semiárido frío (clasificación climática de Köppen (BSk)), aunque las altitudes medias y altas reciben más precipitaciones y son más frías que la región circundante. El clima "Koppen Bsk" es característico de los climas esteparios intermedios entre los climas húmedos desérticos y, por lo general, las precipitaciones están por encima de la evapotranspiración. En la región, las temperaturas pueden variar desde un promedio de -1,9 °C (28,6 °F) en enero a 25,9 °C (78,6 °F) en julio. La precipitación media es de 362 mm al año, con ligeras variaciones según la altitud y la ubicación.

## Flora y fauna

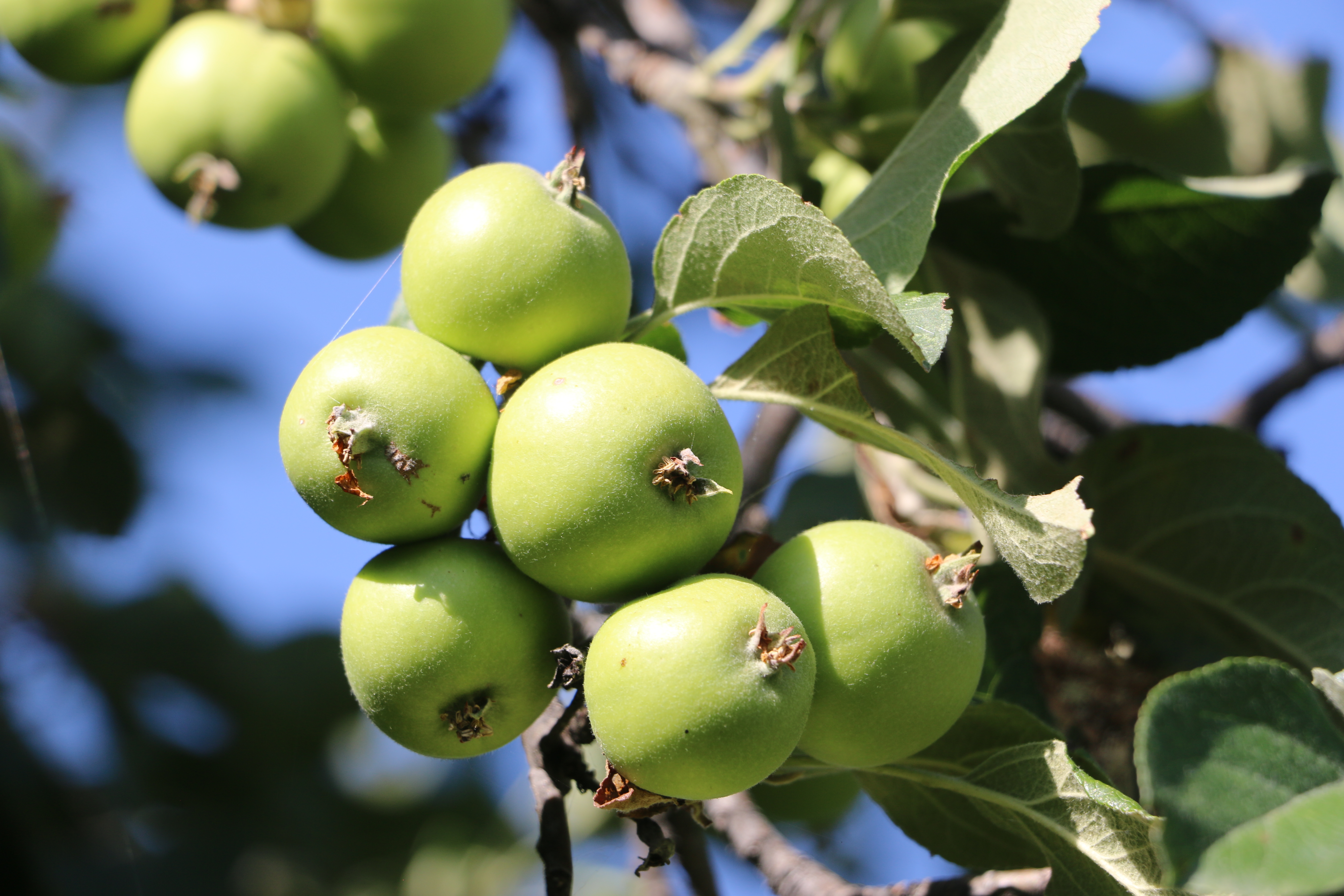
Manzano de la variedad Malus sieversii fotografiado en el parque

El área ocupa el segundo lugar después de la región de Altái en diversidad biológica en Kazajistán, ya que el área se encuentra en la zona de encuentro de varias regiones geográficas y climáticas, y también debido al alto rango vertical. Las zonas de altitud cubren desiertos, pastizales, arbustos, bosques, praderas y comunidades florales alpinas. La flora de las montañas Zhetysu Alatau (la cordillera en la que se encuentra situado el parque) incluye 2168 especies de plantas vasculares, integradas en 112 familias y 622 géneros. 76 de dichas especies son endémicas de la región.
Si bien los bosques son en su mayoría pinos y abetos, hay importantes rodales de árboles frutales silvestres en el parque. La más conocida es la manzana Sievers (Malus sieversii), que se considera el origen de todas las variedades de manzanas cultivadas en el mundo.
El parque ha registrado varios leopardos de las nieves en los últimos años.

## Turismo
Se están desarrollando instalaciones de educación ambiental y turismo. Actualmente hay siete rutas turísticas habilitadas en el parque:
- Recorrido etnográfico (Sitios históricos de Jungar Alatau)
- Jasılköl
- Recorrido científico y divulgativo (lugares específicos para el cultivo de manzanos silvestres)
- Glaciar Shumsky
- Top Jasilkol
- Bosque Sarkansky
- Bosque de lepsia